# Gianpolo Biolo
Gianpolo Biolo (né le 12 novembre 1985 à Arzignano, dans la province de Vicence, en Vénétie) est un coureur cycliste italien.

## Palmarès sur route

### Par année
- 2006
  - Giro del Compitese
  - Mémorial Benfenati
  - 4e étape de la Cinturón a Mallorca
- 2007
  - Trophée Lampre
  - 2e de la Coppa Caivano
  - 2e de l'Alta Padovana Tour
- 2008
  - Grand Prix De Nardi
  - 3e et 6e étapes du Tour de Roumanie
  - 2e du Mémorial Polese
- 2009
  - 2e de la Coppa San Vito
  - 3e du Grand Prix de Roncolevà
- 2010
  - 3e étape du Tour de Roumanie
  - Coppa Caivano

### Classements mondiaux
| Année           | 2006 | 2007 | 2008 | 2009 | 2010 |
| --------------- | ---- | ---- | ---- | ---- | ---- |
| UCI Europe Tour | 968e |      | 686e |      | 920e |

## Palmarès sur piste

### Championnats d'Europe
- Fiorenzuola d'Arda 2005
  -  Médaillé de bronze de l'américaine espoirs

### Championnats des Balkans
- Athènes 2007
  -  Médaille d'or de la poursuite par équipes (avec Gianni Da Ros, Alessandro De Marchi et Martino Marcotto)

### Championnats nationaux
- 2003
  -  Champion d'Italie de poursuite par équipes juniors (avec Federico Bontorin, Mirko Masola et Lamberto Rossato)
  -  Champion d'Italie de course aux points juniors
  -  Champion d'Italie de l'américaine juniors (avec Lamberto Rossato)
- 2004
  - 3e du championnat d'Italie de poursuite par équipes
- 2005
  - 3e du championnat d'Italie de l'américaine
- 2006
  -  Champion d'Italie de poursuite par équipes
- 2007
  - 2e du championnat d'Italie de poursuite par équipes
  - 3e du championnat d'Italie de vitesse par équipes
  - 3e du championnat d'Italie de l'américaine
- 2008
  - 2e du championnat d'Italie de vitesse par équipes
  - 3e du championnat d'Italie de poursuite par équipes
- 2009
  - 2e du championnat d'Italie de l'omnium
  - 2e du championnat d'Italie de vitesse par équipes
- 2010
  - 2e du championnat d'Italie de l'américaine
  - 2e du championnat d'Italie de l'omnium